# جميل بن عثمان
جميل بن عثمان (بالملايوية: Jamil bin Osman)‏ هو اقتصادي ماليزي، ولد في 5 مارس 1950 في Kepala Batas, Kedah ‏ في ماليزيا.